# Ліс над Случчю
Ліс над Слу́ччю — лісовий заказник місцевого значення в Україні. Об'єкт розташований на території Звягельського району Житомирської області, на захід від села Курчиця. 
Площа 26,8 га. Статус присвоєно згідно з рішенням 16 сесії обласної ради V скликання від 15.08.2008 року № 642. Перебуває у віданні ДП «Городницьке ЛГ» (Дзержинське лісництво, кв. 13, вид. 4, 8—11). 
Статус присвоєно для збереження частини лісового масиву, в якому переважають насадження дуба і берези.